# Typhlochactidae
I Typhlochactidae sono una famiglia di Scorpiones, comprendente 4 generi e 10 specie.

## Distribuzione
Tutte le specie appartenenti a questa famiglia sono endemiche del Messico .

## Lista dei generi
Sottofamiglia Alacraninae Vignoli & Prendini, 2009
- Alacrán Francke, 1982

Sottofamiglia Typhlochactinae Mitchell, 1971
- Sotanochactas Francke, 1986
- Stygochactas Vignoli & Prendini, 2009
- Typhlochactas Mitchell, 1971